# 三菱石炭鉱業大夕張鉄道線
三菱石炭鉱業大夕張鉄道線（みつびしせきたんこうぎょうおおゆうばりてつどうせん）は、北海道夕張市にあった清水沢駅と大夕張炭山駅を結んでいた三菱石炭鉱業の鉄道路線である。「三菱大夕張鉄道」、「大夕張鉄道線」などと略称される。
1911年（明治44年）開業の大夕張炭礦専用鉄道（清水沢 - 南大夕張）の経営主体が三菱合資・三菱鉱業として代わったのち、炭鉱の北部開発により延長され1939年（昭和14年）に三菱鉱業株式会社線（清水沢 - 大夕張炭山）として地方鉄道に改組・開業した。1950年（昭和25年）には美唄鉄道株式会社の吸収により「三菱鉱業大夕張鉄道」となり、1956年（昭和31年）6月国鉄との連絡運輸の精算を美唄鉄道との併合精算に変更、「三菱鉱業大夕張鉄道線」となった。
沿線炭鉱の石炭輸送や、夕張岳山麓から森林鉄道により運び出された林産品の輸送に活躍する一方、道路が未整備だった昭和30年代後半まで沿線住民にとっては貴重な足であった。その後炭鉱の経営主体の変遷により1969年（昭和44年）10月には三菱大夕張炭礦株式会社、1973年（昭和48年）12月には三菱石炭鉱業株式会社に譲渡され、相次ぐ閉山・合理化により1987年（昭和62年）7月に廃止された。

## 路線データ

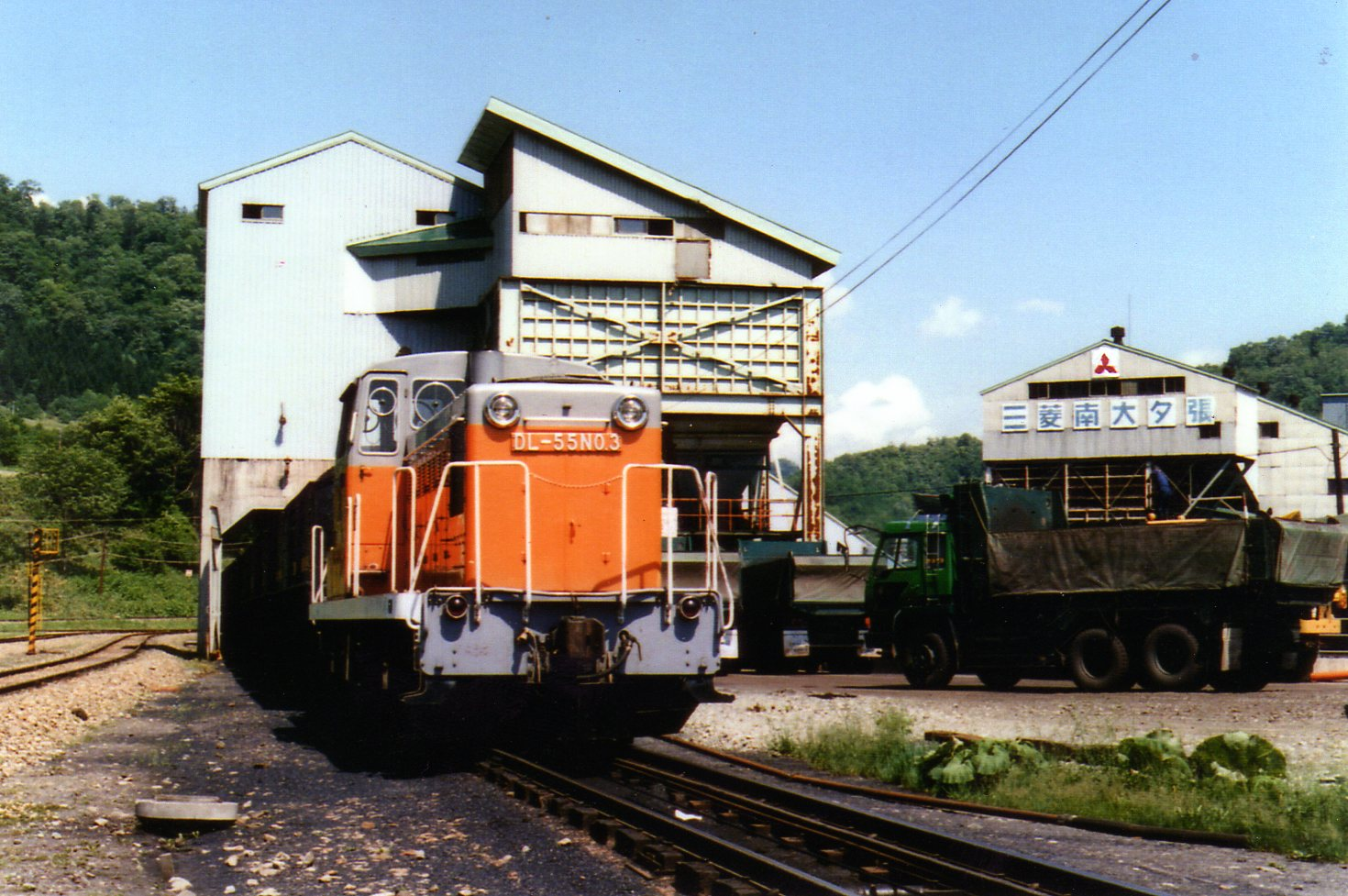
南大夕張駅（1985年）

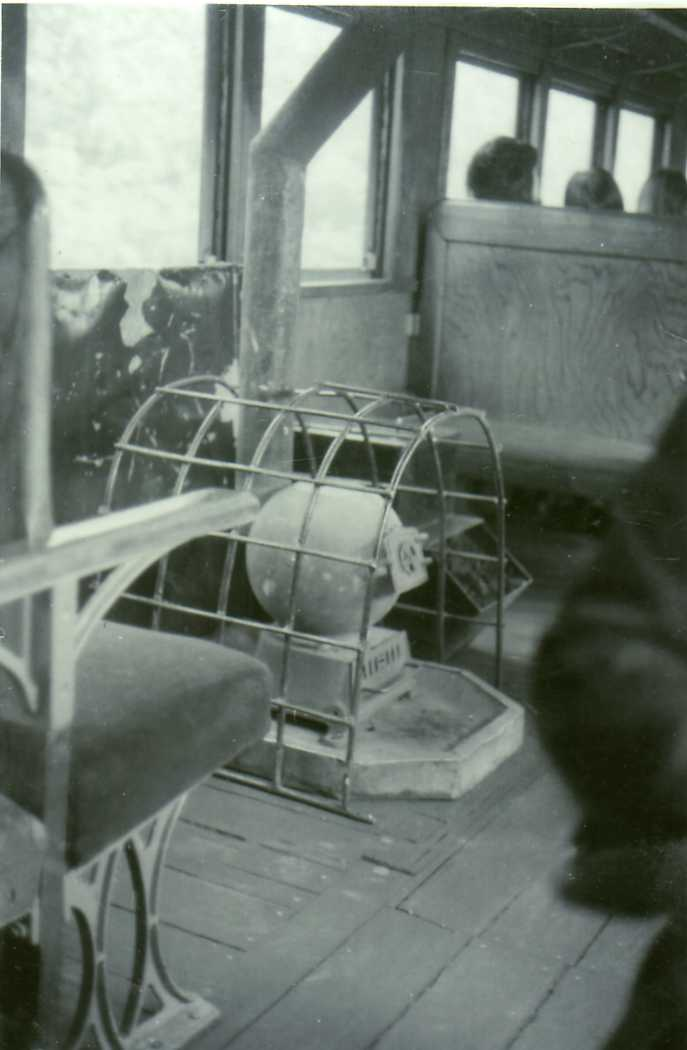
客車内のダルマストーブ

- 路線距離（営業キロ）：清水沢 - 大夕張炭山間17.2km
- 軌間：1067mm
- 駅数：8駅（起終点駅含む）
- 複線区間：なし（全線単線）
- 電化区間：なし（全線非電化）
- 閉塞方式：タブレット閉塞式

## 運行形態
鉄道院運転管理下の専用鉄道時代の詳しい運行状況は不明だが、夕張機関庫に所属する機関車が入線し、残された写真から7200形や9030形、9050形等が入線し石炭輸送に当たっていたことがわかっている。また『夕張発達史』（大正4年刊行）によると大夕張炭鉱の「位置と地勢」として「石炭輸送は一日数回、乗客は無賃二回の往復あるを以って」との記載がある。これにより、三菱合資会社の買収以前から便乗扱いの乗車が認められていたようである。
自営運転開始、地方鉄道化後は9200形、9600形、C11形が混合列車や貨物列車の牽引に活躍したが1973年（昭和48年）には国鉄DD13形と同等の社形DL55形が導入された。保存目的を別にすると、日本の私鉄で旅客営業に蒸気機関車を用いた路線はここが最後であった。
気動車を導入したことは無く、廃線まで機関車が客車・貨車を牽引する方式だった。混合列車は1967年時点では1日7往復（内1往復は区間列車）、1987年（昭和62年）の廃止直前時点では1日3往復運転されていた。冬季、客車暖房にはダルマストーブが使用され人気を集めた。他に数本の貨物列車があった。
1987年3月時点での運賃は清水沢 - 遠幌間が40円、清水沢 - 南大夕張間が60円で、北大阪急行電鉄と並ぶ日本一の低運賃であった。

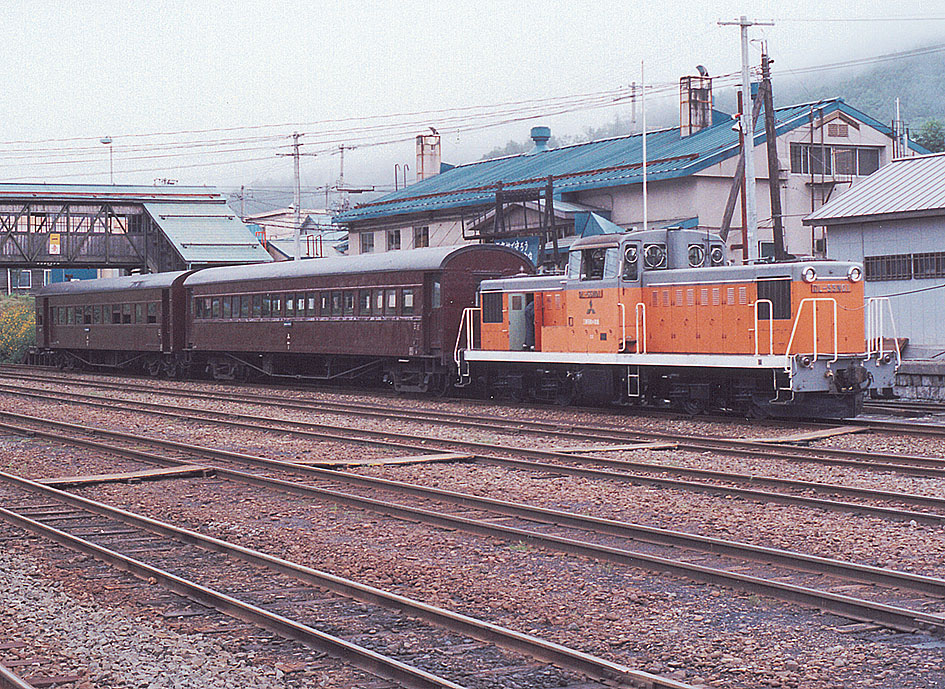
DL-55 No.1+オハ1+スハニ6（清水沢、1986年）
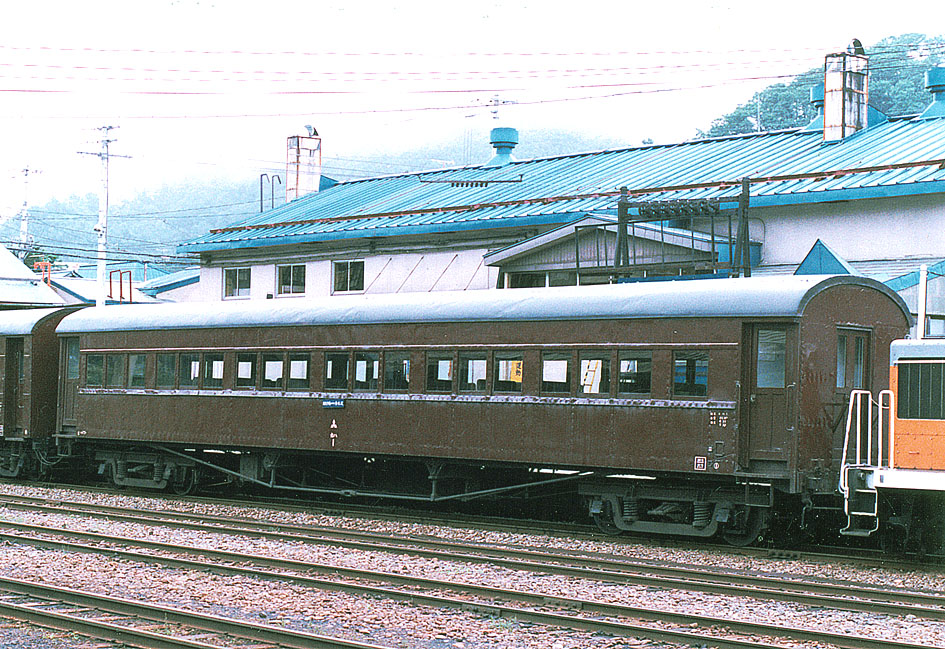
オハ1（清水沢、1986年）
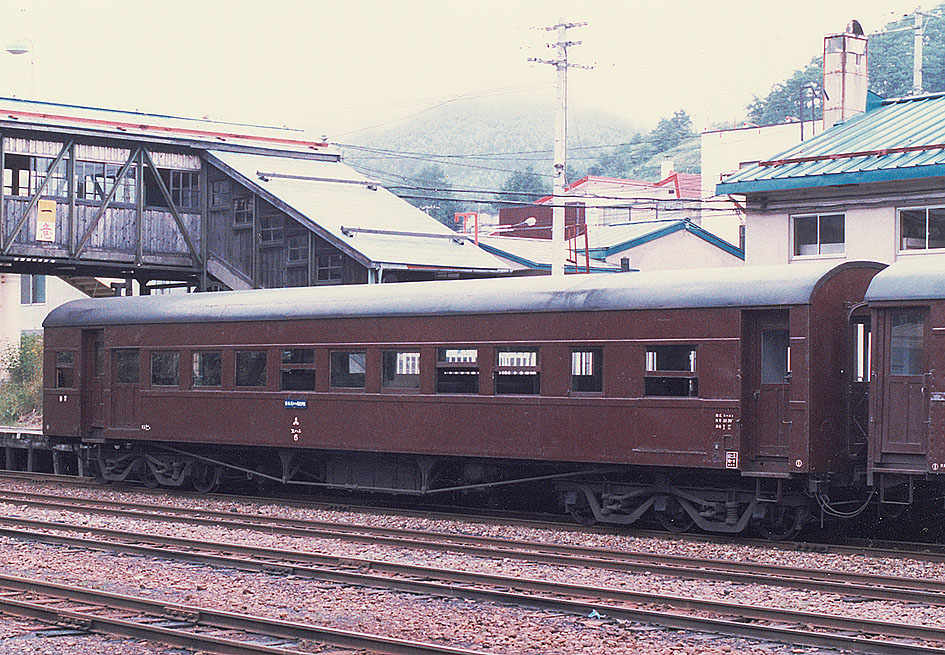
スハニ6（清水沢、1986年）

## 実際の時刻表
1967年12月1日
| 列車番号 | 清水沢   | 遠幌     | 南大夕張 | シューパロ湖 | 明石町   | 千年町   | 大夕張   | 大夕張炭山 |
| 1        | 6時39分  | 6時51分  | 7時05分  | -            | 7時26分  | 7時32分  | 7時36分  | 7時40分    |
| 3        | 9時22分  | 9時34分  | 9時49分  | 9時59分      | 10時08分 | 10時14分 | 10時18分 | 10時23分   |
| 31       | -        | -        | 12時55分 | 13時06分     | 13時14分 | 13時20分 | 13時24分 | 13時28分   |
| 5        | 13時10分 | 13時22分 | 13時36分 | 13時46分     | 13時55分 | 14時01分 | 14時06分 | 14時10分   |
| 7        | 16時19分 | 16時31分 | 16時41分 | 16時56分     | 17時06分 | 17時12分 | 17時18分 | 17時22分   |
| 9        | 18時29分 | 18時40分 | 18時55分 | 19時05分     | 19時14分 | 19時20分 | 19時25分 | 19時29分   |
| 11       | 20時37分 | 20時48分 | 21時02分 | -            | 21時21分 | 21時27分 | 21時31分 | 21時35分   |

| 列車番号 | 大夕張炭山 | 大夕張   | 千年町   | 明石町   | シューパロ湖 | 南大夕張 | 遠幌     | 清水沢   |
| 2        | 7時09分    | 7時16分  | 7時21分  | 7時26分  | 7時36分      | 7時44分  | 7時55分  | 8時04分  |
| 4        | 9時18分    | 9時23分  | 9時27分  | 9時31分  | 9時41分      | 9時50分  | 9時59分  | 10時08分 |
| 32       | 11時25分   | 11時30分 | 11時35分 | 11時38分 | 11時48分     | 11時55分 | -        | -        |
| 6        | 14時40分   | 14時45分 | 14時49分 | 14時53分 | 15時03分     | 15時11分 | 15時20分 | 15時29分 |
| 8        | 16時10分   | 16時15分 | 16時19分 | 16時23分 | 16時33分     | 16時45分 | 16時55分 | 17時04分 |
| 10       | 18時20分   | 18時25分 | 18時29分 | 18時34分 | -            | 18時53分 | 19時02分 | 19時11分 |
| 12       | 20時32分   | 20時37分 | 20時41分 | 20時46分 | -            | 21時03分 | 21時12分 | 21時21分 |

1987年7月5日
| 列車番号 | 清水沢   | 遠幌     | 南大夕張 |
| 3        | 8時22分  | 8時32分  | 8時42分  |
| 5        | 16時25分 | 16時36分 | 16時46分 |
| 7        | 18時30分 | 18時40分 | 18時50分 |

| 列車番号 | 南大夕張 | 遠幌     | 清水沢   |
| 2        | 7時41分  | 7時51分  | 8時00分  |
| 4        | 15時12分 | 15時21分 | 15時30分 |
| 6        | 17時57分 | 18時06分 | 18時15分 |

## 歴史

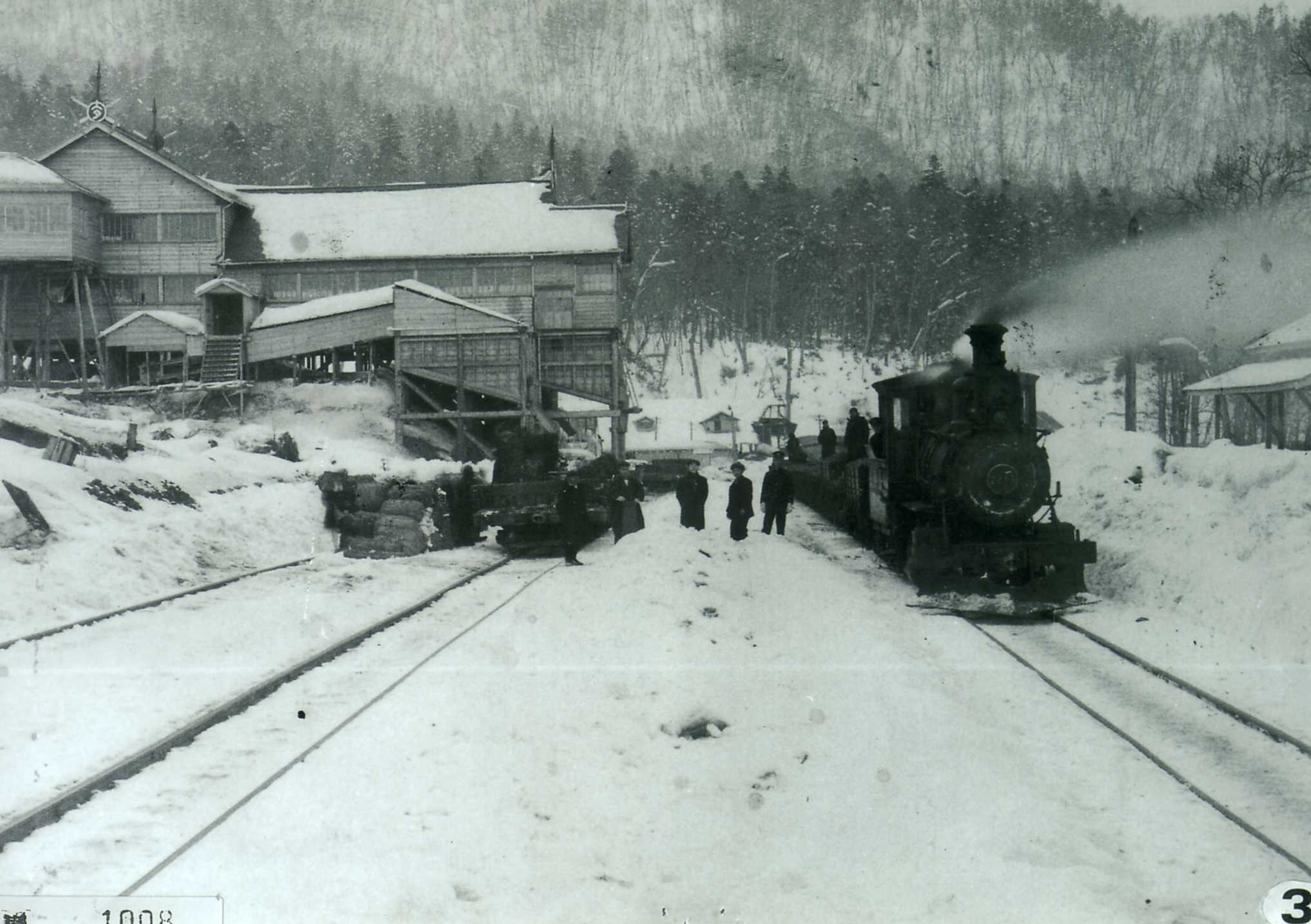
大夕張炭坑開坑時の二股駅（1912年）

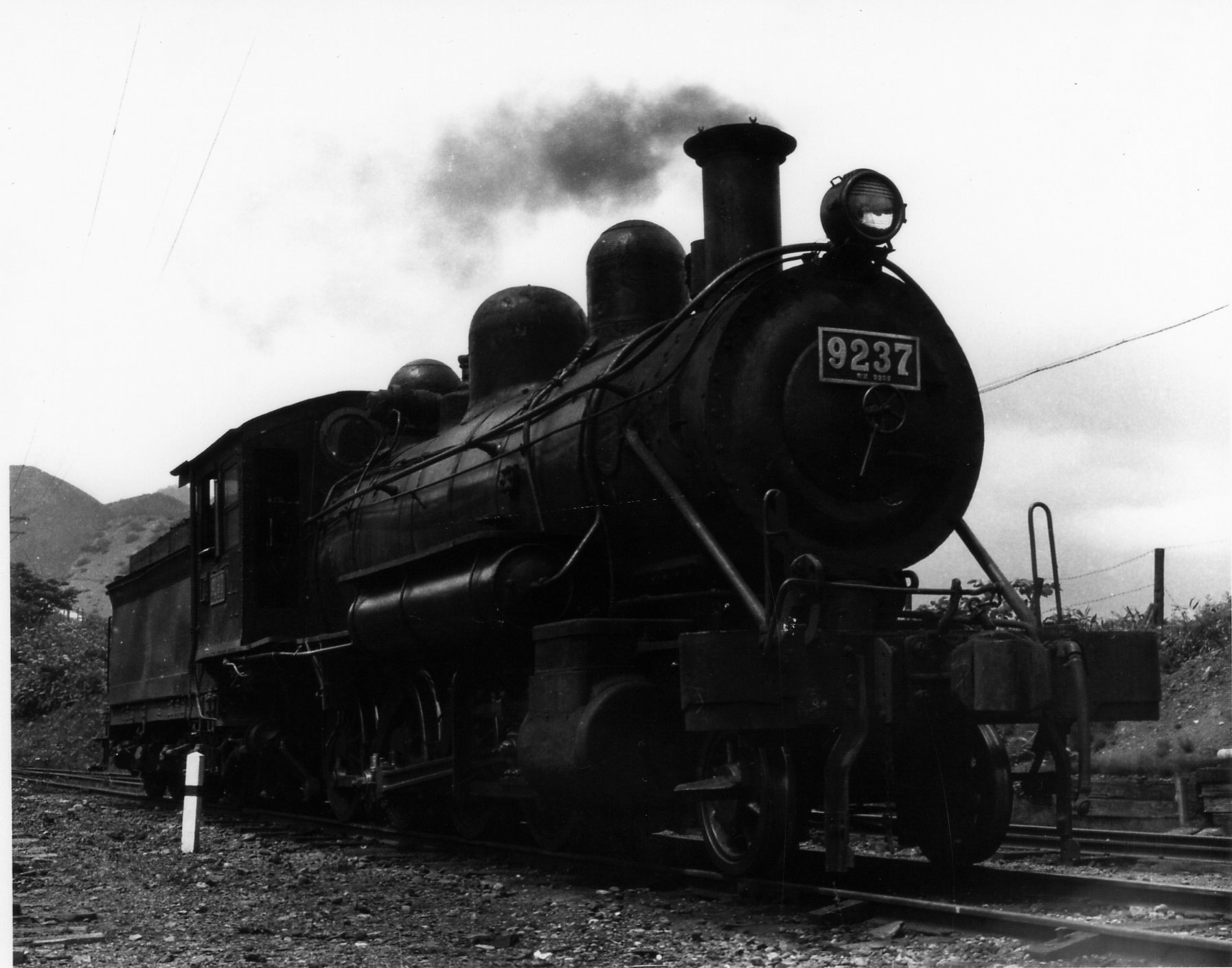
9237号・大夕張炭山駅（1955年）

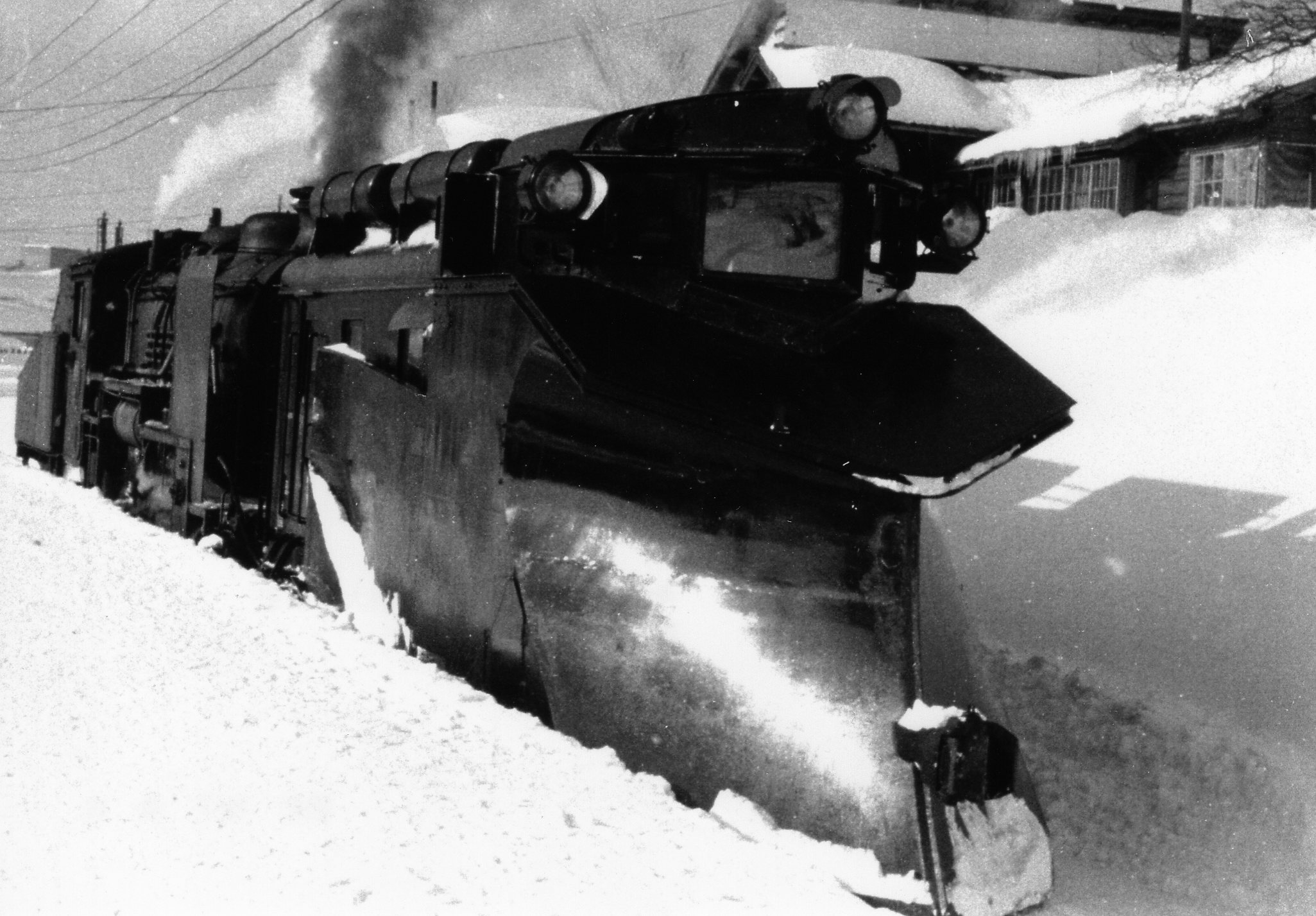
南大夕張駅の排雪列車（1956年）

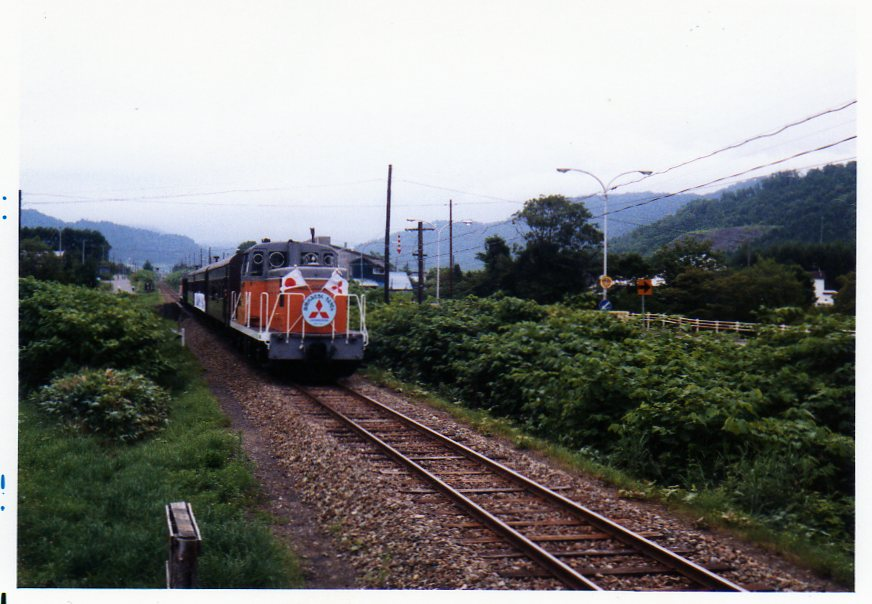
さよなら列車・南大夕張 - 遠幌間（1987年）

- 1911年（明治44年）6月1日 大夕張炭礦専用鉄道 清水沢 - 二股（のちの南大夕張）間7.6km開業（21日説あり）
- 1916年（大正5年）2月17日 大夕張炭礦が三菱合資会社に合併
- 1918年（大正7年）4月10日 三菱合資会社炭坑部を分離し三菱鉱業設立
- 1918年（大正7年）6月14日 三菱鉱業に移管後労務係詰所を大夕張駅と称した。
- 1929年（昭和4年）1月22日 大夕張駅を南大夕張駅に、北部駅を大夕張駅に改称
- 1929年（昭和4年）6月1日 南大夕張 - 通洞間9.6km開業
- 1938年（昭和13年）10月20日 通洞駅を大夕張炭山駅に改称
- 1939年（昭和14年）4月20日 清水沢 - 大夕張炭山間17.2kmを専用鉄道から地方鉄道に変更[1]。大夕張 - 大夕張炭山間は貨物営業のみ
- 1940年（昭和15年）9月1日 遠幌加別駅開業
- 1942年（昭和17年）8月1日 遠幌加別駅を遠幌駅に改称
- 1945年（昭和20年）5月6日 （臨）農場前駅（初代）開業
- 1945年（昭和20年）9月1日 大夕張鉱業所に鉄道課設置
- 1946年（昭和21年）2月1日 （臨）第二農場前駅開業。農場前駅を第一農場前駅に改称
- 1947年（昭和22年）1月16日 清水沢駅乗入れ[1]。新清水沢駅廃止
- 1950年（昭和25年）4月25日 三菱鉱業が美唄鉄道を吸収・合併。三菱鉱業大夕張鉱業所鉄道課による「三菱鉱業大夕張鉄道」となる
- 1950年（昭和25年）11月1日 千年町駅開業。第一農場前駅を通年営業とし明石町駅に改称。第二農場前駅を農場前駅（2代）に改称
- 1953年（昭和28年）12月25日 大夕張 - 大夕張炭山間旅客営業開始
- 1956年（昭和31年）6月1日 国鉄との連絡運輸の精算を美唄鉄道との併合精算に変更。「三菱鉱業大夕張鉄道線」となる
- 1962年（昭和37年）6月1日 シューパロ湖駅開業
- 1969年（昭和44年）10月1日 シューパロ湖駅廃止
- 1969年（昭和44年）10月1日 清水沢 - 大夕張炭山間を三菱大夕張炭礦に譲渡。三菱大夕張炭礦大夕張鉄道となる
- 1973年（昭和48年）12月15日 三菱大夕張炭礦が三菱高島炭礦と合併し三菱石炭鉱業に社名変更
- 1973年（昭和48年）12月16日 三菱大夕張炭鉱閉山に伴い南大夕張 - 大夕張炭山間廃止
- 1987年（昭和62年）7月22日 三菱南大夕張炭鉱の合理化に伴い、清水沢 - 南大夕張間7.6km廃止[1]

## 駅一覧
全駅北海道に所在。接続路線の事業者名・路線名は南大夕張 - 大夕張炭山廃線時点のもの。
| 駅名           | 駅間 キロ | 累計 キロ | 接続路線                                   | 備考                                                       | 所在地 |
| -------------- | --------- | --------- | ------------------------------------------ | ---------------------------------------------------------- | ------ |
| 清水沢駅       | -         | 0.0       | 日本国有鉄道：夕張線（後の石勝線夕張支線） | 石勝線を継承した北海道旅客鉄道の駅としても2019年4月1日廃止 | 夕張市 |
| 新清水沢駅     | -         | (0.4)     |                                            | 1947年1月16日廃止                                          | 夕張市 |
| 遠幌駅         | 4.1       | 4.1       |                                            | 1987年7月22日廃止                                          | 夕張市 |
| 南大夕張駅     | 3.5       | 7.6       | 下夕張森林鉄道（隣接する貯木場から）       | 1987年7月22日廃止                                          | 夕張市 |
| 農場前駅       | -         | (10.3)    |                                            | 1946年設置、1957年廃止                                     | 夕張市 |
| シューパロ湖駅 | 2.5       | 0.1       |                                            | 1962年設置、1969年10月1日廃止                              | 夕張市 |
| 明石町駅       | 3.5       | 3.6       |                                            | 1973年12月16日廃止                                         | 夕張市 |
| 千年町駅       | .4        | 5.0       |                                            | 1973年12月16日廃止                                         | 夕張市 |
| 大夕張駅       | 0.8       | 5.8       |                                            | 1973年12月16日廃止                                         | 夕張市 |
| 大夕張炭山駅   | .4        | 7.2       | 主夕張森林鉄道（隣接する貯木場から）       | 1973年12月16日廃止                                         | 夕張市 |

## その他
戦後、北海道内の地方鉄道でもバス事業の兼業が進んだが、同線については三菱鉱業社内で検討の結果、同社美唄鉄道事務所が担当する事となった。

## 廃止後の状況

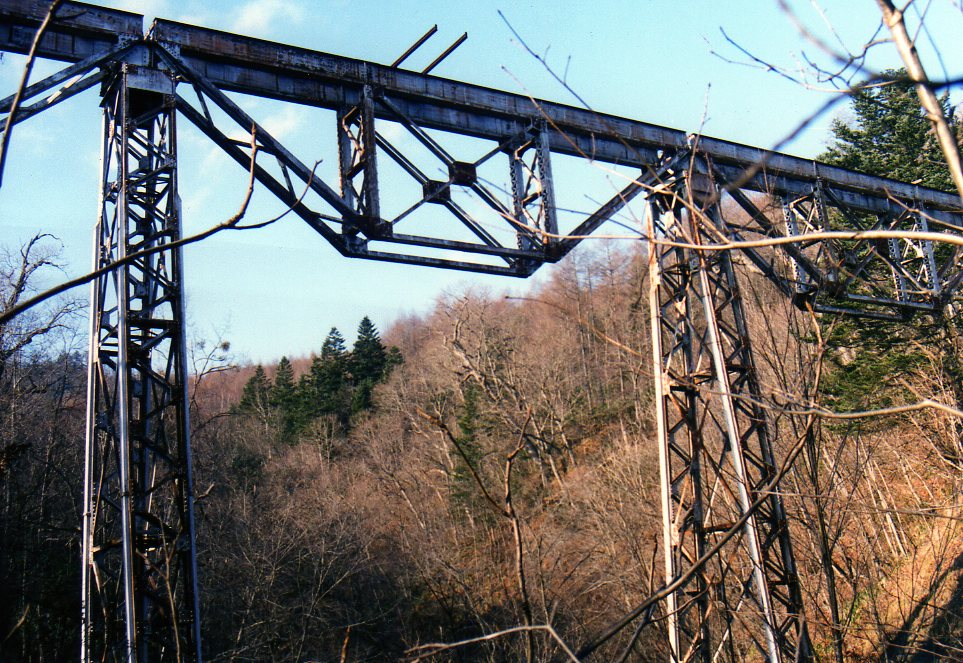
水没した旭沢橋梁（2002年）

1987年に廃止され、廃止後長期間を経ているため沿線の変化は激しい。国道452号の防災工事や夕張シューパロダムの建設に伴い鉄道の痕跡は消滅しつつある。清水沢駅構外の大夕張炭山駅方にあった転車台跡にはシューパロダム建設に伴い大夕張地区（鹿島）から移転した住民のために集合住宅が建設されている。清水沢・遠幌間にあった葡萄山トンネルも国道の防災工事により消滅した。
遠幌駅舎も既に無く、駅前には北炭遠幌炭鉱の事務所であった建物が残るだけである。遠幌・南大夕張間の遠幌加別川橋梁も橋台・橋脚とも綺麗に撤去されており、遠幌駅の構外側線扱いだった北菱岐線には、石炭積込のポケット（ホッパー）の基礎が残っている。
南大夕張駅跡には三菱大夕張鉄道保存会により客車や石炭貨車などの鉄道車両が保存されている。これらは2001年に「空知の炭鉱関連施設と生活文化」として北海道遺産として指定されたのに加え、2007年11月30日には経済産業省より近代化産業遺産として認定された。
2014年3月4日から夕張シューパロダムの試験湛水開始により南大夕張以北、大夕張（鹿島）地区の廃線跡の大半は水没した。南大夕張以北の廃線跡に並行する国道は2011年12月に新道に切替えられ、旧道はダム工事の専用道路として利用されていたがこれも水没している。以下は水没前の状況である。青葉トンネルはシューパロダム堤体建設に伴い、国道迂回路となり拡幅使用されたが、大夕張ダム管理事務所横には崩落覆いが当時のまま残っていた。シューパロ湖駅跡も階段と土台が残っていたが、明石町駅跡前後には比較的鉄道の痕跡が多く残っていた。清水沢駅方には明石沢（8号）橋梁、大夕張炭山駅方には旭沢 (5号) 橋梁が残り、明石町駅跡にもホームへの連絡地下道の跡が残っていた。
千年町駅以北の廃線跡は水没を免れている。住民が集団移転した大夕張地区（鹿島）にはダム工事のプラントが設けられたが、千年町駅跡の痕跡もない。大夕張駅跡もコンクリートの基礎が確認出来る。大夕張炭山駅跡も背後に残るずり山の存在が、かつてここに炭鉱があったことを伝える。
2020年9月6日には、ダムの水位の低下により地上に姿を現した旭沢橋梁、明石町駅ホーム等の線路跡や大夕張地区の街の跡などを見学するイベントが開催され、約1,600人が訪れた。

## 保存車両

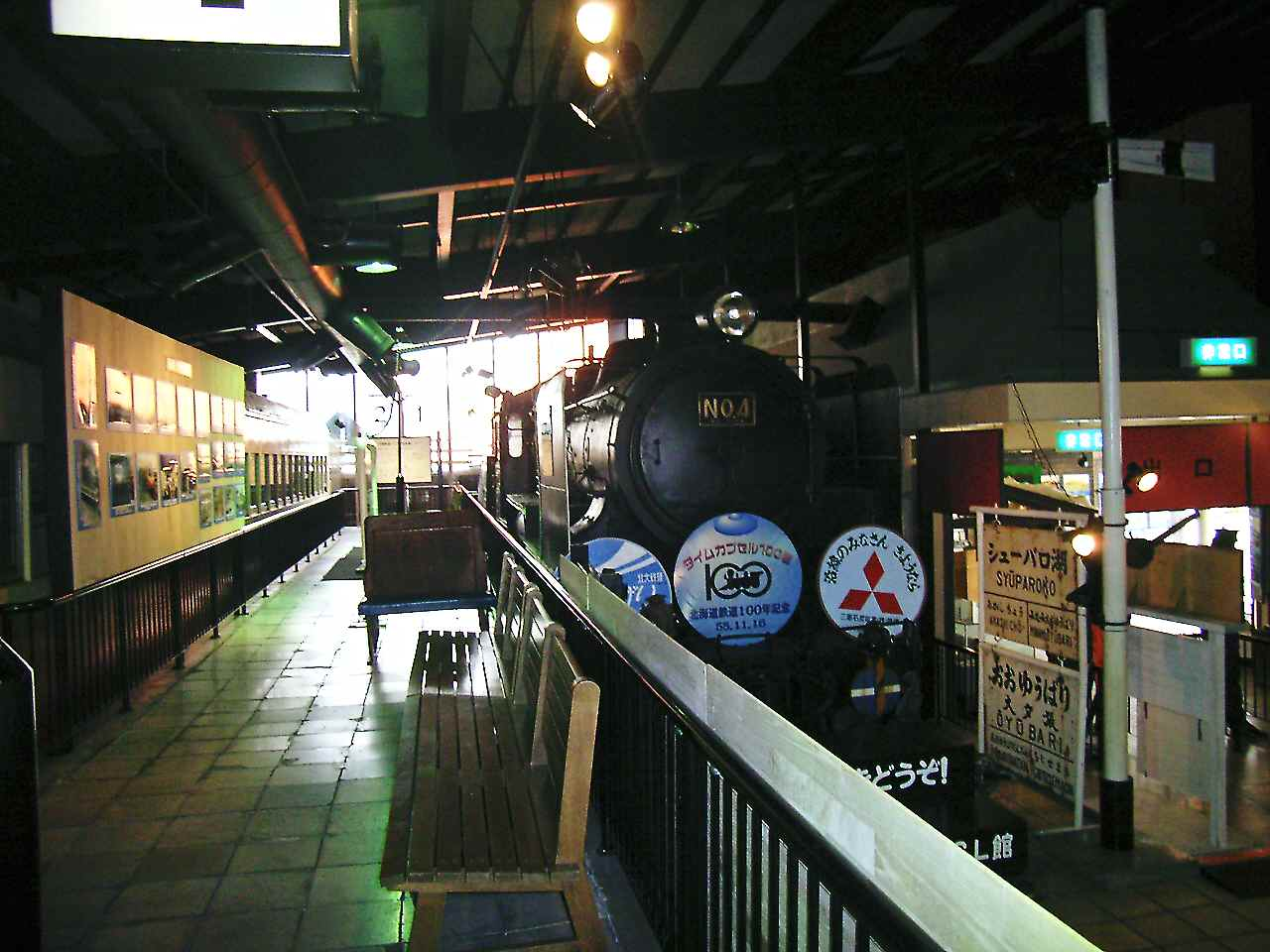
9600形No. 4号機/石炭の歴史村・SL館

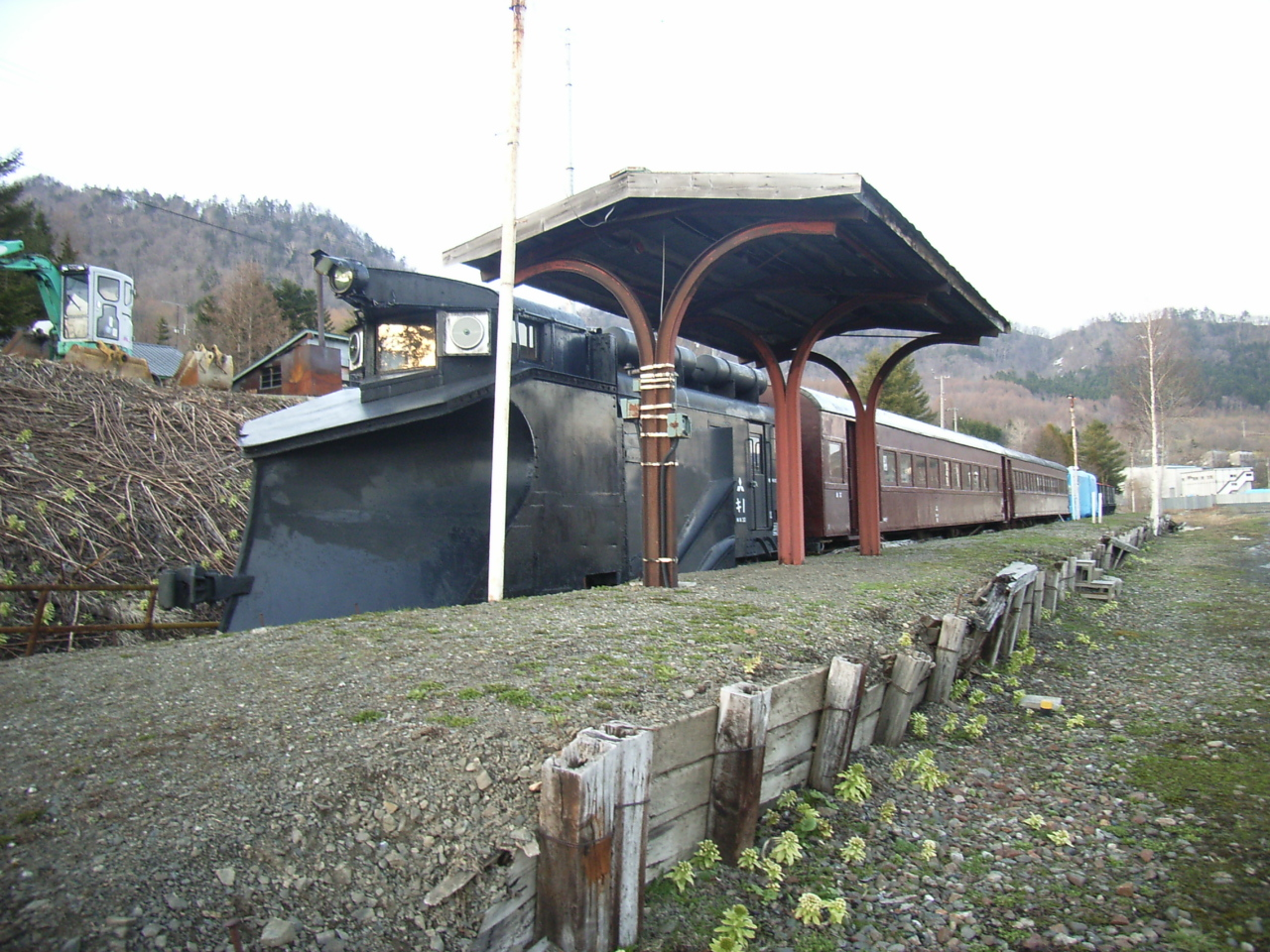
キ1やスハニ6等の保存車両/南大夕張駅跡

- 夕張市石炭博物館のSL館に9600形No. 4号機が保存されているが、管理者の不在に伴い2006年（平成18年）10月ごろに休館となった。その後、夕張市の財政再建団体申請などもあって加森観光が運営を受託し、同社の関連会社である夕張リゾートの運営で2007年（平成19年）4月27日に営業再開しており、SL館は期日限定で特別開館する形になっている。さらに2018年（平成30年）4月28日には、岩見沢市のNPO法人「炭鉱の記憶推進事業団」が運営を引き継いだ。
- 江別市に日本鉄道保存協会所有の9600形No. 3.7.8号機が保存されている
- 南大夕張駅跡に客車スハニ6・オハ1・ナハフ1・貨車セキ1・セキ2・キ1他、保線車両が三菱大夕張鉄道保存会 により保存されている[4][7]。